# خشک‌دل
خشک‌دل (نام علمی: Craugastor) نام یک سرده از تیره خشک‌دلان است.